# Live-uitvoering
Een live-uitvoering of liveshow is een concert waarbij een band, orkest, zanger of koor de muziekinstrumenten eigenhandig bespeelt en de zang ter plaatse ten gehore brengt, dan wel optreedt voor publiek in plaats van in een studio zonder toehoorders. Er wordt dus niets afgespeeld wat vooraf is opgenomen.
Door niet gebruik te maken van reeds opgenomen geluid wordt het risico genomen dat er tijdens de uitvoering fouten worden gemaakt. Een live-uitvoering kost meer voorbereidingstijd en is kostbaarder dan een uitvoering met muziek- of orkestband doordat meer apparatuur en muziekinstrumenten moeten worden opgebouwd.
Voor plaatopnamen geldt dat liveregistraties als levendiger worden ervaren dan studio-opnamen, die daarentegen beter kunnen worden geperfectioneerd. Een livealbum is de muziek van een live-uitvoering die is vastgelegd om te worden uitgebracht.